# Detlef Irrgang
Detlef Irrgang (* 27. Mai 1966 in Finsterwalde) ist ein ehemaliger deutscher Fußballspieler.

## Sportliche Laufbahn
Detlef Irrgang spielte von August 1985 bis 1991 sowie erneut von 1992 bis 2000 bei Energie Cottbus in der 1. Mannschaft im Sturm. Davor war der Angreifer bei der BSG Motor Finsterwalde Süd und zwischenzeitlich (1991/92) beim BSV Stahl Brandenburg aktiv. In der Saison 1995/96 wurde er mit 22 Treffern Torschützenkönig der Regionalliga Nordost. Von den Energie-Fans wurde für ihn mitunter der Spitzname „Fußballgott“ benutzt, was unter anderem auf seine beiden Tore im zweiten Relegationsspiel von Energie Cottbus gegen Hannover 96 zum Aufstieg in die 2. Fußball-Bundesliga 1997 sowie seinen Treffer zum 1:0 gegen den 1. FC Köln im Aufstiegsspiel zur Bundesliga im Jahr 2000 zurückzuführen ist.
In 86 Zweitliga-Spielen für Energie Cottbus schoss er 12 Tore, erhielt sechs Gelbe Karten, aber keine Rote Karte. Größter sportlicher Erfolg war das Erreichen des DFB-Pokal-Finales im Jahr 1997 sowie der Aufstieg in die Bundesliga 2000. Mit über 400 Punktspieleinsätzen ist er bis heute der Rekordspieler des FC Energie.

## Weiterer Werdegang
Nach seiner Spielerkarriere arbeitete Irrgang als Mitarbeiter in der Marketingabteilung des FC Energie und war dort unter anderem für das Merchandising verantwortlich. In der Saison 2007/08 wurde Irrgang überraschenderweise als Mannschaftsleiter für die Bundesligamannschaft des FC Energie Cottbus berufen, nachdem Hans-Joachim Prinz in den Ruhestand verabschiedet wurde. Innerhalb weniger Wochen nach Saisonende ergab sich jedoch ein arbeitsrechtlicher Konflikt zwischen Irrgang und dem FC Energie Cottbus. Vor Gericht endete die Auseinandersetzung im Frühjahr 2009 schließlich mit einem Vergleich. Detlef Irrgang wurde eine ordentliche Kündigung mit finanzieller Entschädigung zugestanden, er war aber fortan nicht mehr beim FC Energie Cottbus angestellt. Die Gründe des Konfliktes sind weitgehend unbekannt.

## Trivia
Als Fußballspieler ist Irrgang in der Altliga bei der SG Groß Gaglow immer noch aktiv.
Von 2003 bis 2008 war er Stadtverordneter in Cottbus und Mitglied der CDU-Fraktion.